# ESO 269-57
ESO 269-57 is een groot spiraalstelsel dat zich op ongeveer 150 miljoen lichtjaar afstand in het sterrenbeeld Centaurus bevindt. ESO 269-57 heeft een diameter van ongeveer 200.000 lichtjaar. Het maakt deel uit van een groep van melkwegstelsels die bekend staat als LGG 342.

## Fysische kenmerken
ESO 269-57 heeft een binnenring rond zijn heldere centrum. De ring is opgebouwd uit verschillende strak gewonden spiraalarmen. Rondom de binnenste ring zijn er twee buitenste armen die bestaan uit stervormingsgebieden die zich lijken op te splitsen in verschillende takken van armen.

## SN1992K
Op 3 maart 1992 werd een supernova van het type Ia ontdekt in ESO 269-57.